# Zapato de Oro (tauromaquia)
El Zapato de Oro es un galardón que se otorga desde 1972 a la faena  artística de la Feria de Novilleros de Arnedo, en La Rioja (España), que se celebra anualmente en la plaza de toros de la localidad en el mes de septiembre, en las fiestas patronales de San Cosme y San Damián. La feria está considerada como una de las más importantes a nivel nacional. Desde entonces, toreros que posteriormente alcanzarían la fama como Víctor Barrio, el Yiyo, Enrique Ponce o Jesulín de Ubrique han conseguido ganarlo.

## Historia
El primer trofeo que se otorgó en la Feria de Arnedo fue en 1963, y consistía en un estoque de oro. A principios de los años 70 se cambió el trofeo por un zapato, símbolo de la principal industria de la ciudad, pero no fue hasta 1979 cuando se institucionalizó la denominación de "Zapato de Oro" al trofeo. 
El 2 de octubre de 2011 el novillero madrileño Fernando Adrián haría historia al indultar por primera vez en el certamen a un novillo, Santanero II de la ganadería de Baltasar Ibán.

## Palmarés
| Año  | Ganador              | Nacionalidad | Edad |
| ---- | -------------------- | ------------ | ---- |
| 1972 | Rafael Ponzo         | Venezuela    |      |
| 1973 | Álvaro Domecq        | España       |      |
| 1974 | Rafael Ponzo         | Venezuela    |      |
| 1975 | Desierto             |              |      |
| 1976 | José Luis Galloso    | España       | 26   |
| 1977 | Desierto             |              |      |
| 1978 | Desierto             |              |      |
| 1979 | Richard Milian       | Francia      | 19   |
| 1980 | El Yiyo              | España       | 16   |
| 1981 | Luis Miguel Campano  | España       | 15   |
| 1982 | Vicente Yesteras     | España       | 20   |
| 1983 | Emilio Oliva         | España       | 19   |
| 1984 | Pedro Lara           | España       | 17   |
| 1985 | Chicuelo de Albacete | España       | 22   |
| 1986 | El Jerezano          | España       | 18   |
| 1987 | César Pérez          | España       | 17   |
| 1988 | Enrique Ponce        | España       | 16   |
| 1989 | Jesulín de Ubrique   | España       | 17   |
| 1990 | Finito de Córdoba    | España       | 19   |
| 1991 | Paquiro              | España       | 19   |
| 1992 | Ricardo Ortíz        | España       | 18   |
| 1993 | Jesús Romero         | España       | 21   |
| 1994 | Javier Conde         | España       | 20   |
| 1995 | Uceda Leal           | España       | 18   |
| 1996 | Morante de la Puebla | España       | 17   |
| 1997 | Miguel Abellán       | España       | 18   |
| 1998 | Diego Urdiales       | España       | 23   |
| 1999 | Rafael de Julia      | España       | 19   |
| 2000 | Luis Vilches         | España       | 24   |
| 2001 | César Jiménez        | España       | 17   |
| 2002 | Salvador Vega        | España       | 18   |
| 2003 | Eduardo Gallo        | España       | 18   |
| 2004 | Alejandro Morilla    | España       | 19   |
| 2005 | Medhi Savalli        | Francia      | 19   |
| 2006 | Pepe Moral           | España       | 19   |
| 2007 | Rubén Pinar          | España       | 17   |
| 2008 | Pablo Lechuga        | España       | 18   |
| 2009 | Esaú Fernández       | España       | 17   |
| 2010 | Alberto López Simón  | España       | 19   |
| 2011 | Fernando Adrián      | España       | 19   |
| 2012 | Tomás Campos         | España       | 20   |
| 2013 | Álvaro Lorenzo       | España       | 18   |
| 2014 | Ginés Marín          | España       | 17   |
| 2015 | Alejandro Marcos     | España       | 21   |
| 2016 | Leo Valadez          | México       | 19   |
| 2017 | El Adoureño          | Francia      | 20   |
| 2018 | João Silva 'Juanito' | Portugal     | 19   |
| 2019 | Francisco Montero    | España       | 27   |
| 2022 | Víctor Hernández     | España       | 23   |

## Otros galardones
Posteriormente, otros galardones se han unido al del Zapato de Oro, como el "Fardelejo de Plata" al mejor banderillero, creado en 1986, el premio "Ciudad de Arnedo" a la mejor ganadería, el premio "Peñas de Arnedo" al novillo más bravo, el "Premio Antonio León" a la mejor estocada, que se otorga desde 1985, o el trofeo "Diego Urdiales" al mejor toreo de capa.